# Чемпіонат Англії з футболу 2008—2009: Прем'єр-ліга
Англійська прем'єр-ліга 2008—2009 (англ. Barclays Premier League) — 17-ий сезон англійської Прем'єр-ліги, заснованої 1992 року. Чемпіоном країни втретє поспіль став «Манчестер Юнайтед», для якого цей титул став 18-м в історії та одинадцятим, завойованим під егідою Прем'єр-ліги. Сезон розпочався в суботу 16 серпня 2008 року, та завершився 24 травня 2009 року. Участь у змаганні брали 20 команд, включаючи 17 команд-учасниць попереднього розіграшу Прем'єр-ліги та три команди, що попереднього сезону здобули підвищення у класі з Чемпіонату Футбольної ліги Англії.
З цього сезону клуби отримали можливість включати до заявки на гру сім запасних гравців замість традиційних до того п'яти. У вересні 2008 року клуб «Манчестер Сіті» отримав нового власника, яким стала еміратська компанія Abu Dhabi United Group, і, з огляду на наданий новими власниками бюджет, перетворився на одного з найбагатших футбольних клубів світу. Одним з перших придбань нового менеджменту манчестерського клубу став рекордний на той час для Британії трансфер бразильця Робінью за 32,5 мільйони фунтів стерлінгів, проведений в останні хвилини літнього трансферного вікна 2008 року.
Перший гол сезону був забитий гравцем лондонського «Арсенала» Саміром Насрі на четвертій хвилині матчу-відкриття сезону проти команди «Вест-Бромвіч Альбіон». Габрієль Агбонлахор з «Астон Вілли» став автором першого хет-трику сезону, відзначившись трьома забитими голами протягом семи хвилин гри проти «Манчестер Сіті».
«Манчестер Юнайтед» забезпечили свою чергову перемогу в Прем'єр-лізі за тур до завершення сезону, здобувши нульову нічию у зустрічі з лондонським «Арсеналом» 16 травня 2009 року. Таким чином «манкуніанці» за кількістю чемпіонських титулів (18) наздогнали свого одвічного суперника «Ліверпуль». 
«Вест-Бромвіч Альбіон» став першою командою, що припинила боротьбу за збереження місця у Прем'єр-лізі за тур до завершення сезону і за його результатами вибула до Чемпіонату Футбольної ліги. Згодом компанію цьому клубу склали «Мідлсбро» та «Ньюкасл Юнайтед», доля яких вирішувалася в останньому турі, в якому обидві команди зазнали поразок, відповідно від «Вест Гем Юнайтед» та «Астон Вілли». 

## Команди-учасниці
У змаганнях Прем'єр-ліги сезону 2008—2009 взяли участь 20 команд, включаючи 17 команд-учасниць попереднього сезону та три команди, що підвищилися у класі з Чемпіонату Футбольної ліги.

### Міста і стадіони
| Команда                | Стадіон              | Місткість |
| ---------------------- | -------------------- | --------- |
| «Манчестер Юнайтед»    | Олд Траффорд         | 76,212    |
| «Арсенал»              | Емірейтс             | 60,432    |
| «Ньюкасл Юнайтед»      | Сент-Джеймс Парк     | 52,387    |
| «Сандерленд»           | Стедіум оф Лайт      | 49,000    |
| «Манчестер Сіті»       | Сіті оф Манчестер    | 47,726    |
| «Ліверпуль»            | Енфілд               | 45,276    |
| «Астон Вілла»          | Вілла Парк           | 42,640    |
| «Челсі»                | Стемфорд Брідж       | 42,055    |
| «Евертон»              | Ґудісон-Парк         | 40,157    |
| «Тоттенгем Готспур»    | Вайт Харт Лейн       | 36,240    |
| «Вест Гем Юнайтед»     | Болейн Граунд        | 35,303    |
| «Мідлсбро»             | Ріверсайд            | 35,100    |
| «Блекберн Роверз»      | Івуд Парк            | 31,367    |
| «Болтон Вондерерз»     | Рібок                | 28,723    |
| «Сток Сіті»            | Британія             | 28,000    |
| «Фулхем»               | Крейвен Коттедж      | 26,500    |
| «Халл Сіті»            | КС Стедіум           | 25,586    |
| «Вест-Бромвіч Альбіон» | Хоторнс              | 25,369    |
| «Віган Атлетік»        | Джей-Джей-Бі Стедіум | 25,138    |
| «Портсмут»             | Фраттон Парк         | 20,224    |

### Зміни тренерів
| Команда             | Старий тренер       | Причина уходу                           | Дата уходу     | Турнірна позиція | Новий тренер        | Дата призначення | Турнірна позиція   |
| ------------------- | ------------------- | --------------------------------------- | -------------- | ---------------- | ------------------- | ---------------- | ------------------ |
| «Челсі»             | Аврам Грант         | Звільнений                              | 24 травня 2008 | 2-е (07–08)      | Луїс Феліпе Сколарі | 1 липня 2008     | До початку сезону  |
| «Вест Гем Юнайтед»  | Алан Кербішлі       | Пішов у відставку                       | 3 вересня 2008 | 5-е              | Джанфранко Дзола    | 11 вересня 2008  | 5-е                |
| «Ньюкасл Юнайтед»   | Кевін Кіган         | Пішов у відставку                       | 4 вересня 2008 | 11-е             | Джо Кіннір          | 26 вересня 2008  | 19-е               |
| «Тоттенгем Готспур» | Хуанде Рамос        | Звільнений                              | 25 жовтня 2008 | 20-е             | Гаррі Реднап        | 26 жовтня 2008   | 20-е               |
| «Портсмут»          | Гаррі Реднап        | Контракт викуплений «Тоттенгем Готспур» | 26 жовтня 2008 | 7-е              | Тоні Адамс          | 28 жовтня 2008   | 7-е                |
| «Сандерленд»        | Рой Кін             | Пішов у відставку                       | 4 грудня 2008  | 18-е             | Рікі Спраджа        | 27 грудня 2008   | 14-е               |
| «Блекберн Роверз»   | Пол Інс             | Звільнений                              | 16 грудня 2008 | 19-е             | Сем Еллардайс       | 17 грудня 2008   | 19-е               |
| «Портсмут»          | Тоні Адамс          | Звільнений                              | 9 лютого 2009  | 16-е             | Пол Гарт            | 9 лютого 2009    | 16-е               |
| «Челсі»             | Луїс Феліпе Сколарі | Звільнений                              | 9 лютого 2009  | 4-е              | Гус Гіддінк         | 11 лютого 2009   | 4-е                |
| «Ньюкасл Юнайтед»   | Джо Кіннір          | За станом здоров'я                      | 16 лютого 2009 | 13-е             | Алан Ширер          | 31 березня 2009  | 18-е               |
| «Сандерленд»        | Рікі Спраджа        | Пішов у відставку                       | 24 травня 2009 | 16-е             | Стів Брюс           | 2 червня 2009    | Після кінця сезону |
| «Віган Атлетік»     | Стів Брюс           | Контракт викуплений «Сандерлендом»      | 2 червня 2009  | 11-е             | Роберто Мартінес    | 15 червня 2009   | Після кінця сезону |

## Турнірна таблиця
| М  | Команда                   | І  | В  | Н  | П  | МЗ | МП | РМ  | О  | Кваліфікація або пониження в класі                   |
| -- | ------------------------- | -- | -- | -- | -- | -- | -- | --- | -- | ---------------------------------------------------- |
| 1  | Манчестер Юнайтед (Ч)     | 38 | 28 | 6  | 4  | 68 | 24 | +44 | 90 | Груповий раунд Ліги чемпіонів УЄФА 2009–2010         |
| 2  | Ліверпуль                 | 38 | 25 | 11 | 2  | 77 | 27 | +50 | 86 | Груповий раунд Ліги чемпіонів УЄФА 2009–2010         |
| 3  | Челсі                     | 38 | 25 | 8  | 5  | 68 | 24 | +44 | 83 | Груповий раунд Ліги чемпіонів УЄФА 2009–2010         |
| 4  | Арсенал                   | 38 | 20 | 12 | 6  | 68 | 37 | +31 | 72 | Плей-оф раунд Ліги чемпіонів УЄФА 2009–2010          |
| 5  | Евертон                   | 38 | 17 | 12 | 9  | 55 | 37 | +18 | 63 | Плей-оф раунд Ліги Європи УЄФА 2009–2010             |
| 6  | Астон Вілла               | 38 | 17 | 11 | 10 | 54 | 48 | +6  | 62 | Плей-оф раунд Ліги Європи УЄФА 2009–2010             |
| 7  | Фулгем                    | 38 | 14 | 11 | 13 | 39 | 34 | +5  | 53 | 3-й кваліфікаційний раунд Ліги Європи УЄФА 2009–2010 |
| 8  | Тоттенгем Готспур         | 38 | 14 | 9  | 15 | 45 | 45 | 0   | 51 |                                                      |
| 9  | Вест Гем Юнайтед          | 38 | 14 | 9  | 15 | 42 | 45 | −3  | 51 |                                                      |
| 10 | Манчестер Сіті            | 38 | 15 | 5  | 18 | 58 | 50 | +8  | 50 |                                                      |
| 11 | Віган Атлетік             | 38 | 12 | 9  | 17 | 34 | 45 | −11 | 45 |                                                      |
| 12 | Сток Сіті                 | 38 | 12 | 9  | 17 | 38 | 55 | −17 | 45 |                                                      |
| 13 | Болтон Вондерерз          | 38 | 11 | 8  | 19 | 41 | 53 | −12 | 41 |                                                      |
| 14 | Портсмут                  | 38 | 10 | 11 | 17 | 38 | 57 | −19 | 41 |                                                      |
| 15 | Блекберн Роверз           | 38 | 10 | 11 | 17 | 40 | 60 | −20 | 41 |                                                      |
| 16 | Сандерленд                | 38 | 9  | 9  | 20 | 34 | 54 | −20 | 36 |                                                      |
| 17 | Галл Сіті                 | 38 | 8  | 11 | 19 | 39 | 64 | −25 | 35 |                                                      |
| 18 | Ньюкасл Юнайтед (Пн)      | 38 | 7  | 13 | 18 | 40 | 59 | −19 | 34 | Пониження до Чемпіонату Футбольної ліги              |
| 19 | Мідлсбро (Пн)             | 38 | 7  | 11 | 20 | 28 | 57 | −29 | 32 | Пониження до Чемпіонату Футбольної ліги              |
| 20 | Вест-Бромвіч Альбіон (Пн) | 38 | 8  | 8  | 22 | 36 | 67 | −31 | 32 | Пониження до Чемпіонату Футбольної ліги              |

Джерела: Barclays Premier League
Правила класифікації: 
1) очок; 2) різниця м'ячів; 3) кіл-ть забитих м'ячів.
(Ч) = Чемпіон; (Пн)/(В) = Понижено в класі/Вибув; (Пв) = Підвищення в класі; (ПП) = Переможець плей-оф; (Н) = Перехід до наступного раунду. 
Застосовується тільки коли сезон ще не закінчений: 
(К) = Кваліфікований до раунду турніру; (КН) = Кваліфікований до турніру, але не до конкретного раунду; (Д) = Дискваліфікований з турніру.

## Результати
| Вдома \ В гостях1    | АРС | АСТ | БЛБ | БОЛ | ЧЕЛ | ЕВЕ | ФУЛ | ГАЛ | ЛІВ | МС  | МЮ  | МІД | НЬЮ | ПОР | СТО | САН | ТОТ | ВБА | ВГЮ | ВІГ |
| Арсенал              |     | 0–2 | 4–0 | 1–0 | 1–4 | 3–1 | 0–0 | 1–2 | 1–1 | 2–0 | 2–1 | 2–0 | 3–0 | 1–0 | 4–1 | 0–0 | 4–4 | 1–0 | 0–0 | 1–0 |
| Астон Вілла          | 2–2 |     | 3–2 | 4–2 | 0–1 | 3–3 | 0–0 | 1–0 | 0–0 | 4–2 | 0–0 | 1–2 | 1–0 | 0–0 | 2–2 | 2–1 | 1–2 | 2–1 | 1–1 | 0–0 |
| Блекберн Роверз      | 0–4 | 0–2 |     | 2–2 | 0–2 | 0–0 | 1–0 | 1–1 | 1–3 | 2–2 | 0–2 | 1–1 | 3–0 | 2–0 | 3–0 | 1–2 | 2–1 | 0–0 | 1–1 | 2–0 |
| Болтон Вондерерз     | 1–3 | 1–1 | 0–0 |     | 0–2 | 0–1 | 1–3 | 1–1 | 0–2 | 2–0 | 0–1 | 4–1 | 4–1 | 2–1 | 3–1 | 0–0 | 3–2 | 0–0 | 2–1 | 0–1 |
| Челсі                | 1–2 | 2–0 | 2–0 | 4–3 |     | 0–0 | 3–1 | 0–0 | 0–1 | 1–0 | 1–1 | 2–0 | 0–0 | 4–0 | 2–1 | 5–0 | 1–1 | 2–0 | 1–1 | 2–1 |
| Евертон              | 1–1 | 2–3 | 2–3 | 3–0 | 0–0 |     | 1–0 | 2–0 | 0–2 | 1–2 | 1–1 | 1–1 | 2–2 | 0–3 | 3–1 | 3–0 | 0–0 | 2–0 | 3–1 | 4–0 |
| Фулгем               | 1–0 | 3–1 | 1–2 | 2–1 | 2–2 | 0–2 |     | 0–1 | 0–1 | 1–1 | 2–0 | 3–0 | 2–1 | 3–1 | 1–0 | 0–0 | 2–1 | 2–0 | 1–2 | 2–0 |
| Галл Сіті            | 1–3 | 0–1 | 1–2 | 0–1 | 0–3 | 2–2 | 2–1 |     | 1–3 | 2–2 | 0–1 | 2–1 | 1–1 | 0–0 | 1–2 | 1–4 | 1–2 | 2–2 | 1–0 | 0–5 |
| Ліверпуль            | 4–4 | 5–0 | 4–0 | 3–0 | 2–0 | 1–1 | 0–0 | 2–2 |     | 1–1 | 2–1 | 2–1 | 3–0 | 1–0 | 0–0 | 2–0 | 3–1 | 3–0 | 0–0 | 3–2 |
| Манчестер Сіті       | 3–0 | 2–0 | 3–1 | 1–0 | 1–3 | 0–1 | 1–3 | 5–1 | 2–3 |     | 0–1 | 1–0 | 2–1 | 6–0 | 3–0 | 1–0 | 1–2 | 4–2 | 3–0 | 1–0 |
| Манчестер Юнайтед    | 0–0 | 3–2 | 2–1 | 2–0 | 3–0 | 1–0 | 3–0 | 4–3 | 1–4 | 2–0 |     | 1–0 | 1–1 | 2–0 | 5–0 | 1–0 | 5–2 | 4–0 | 2–0 | 1–0 |
| Мідлсбро             | 1–1 | 1–1 | 0–0 | 1–3 | 0–5 | 0–1 | 0–0 | 3–1 | 2–0 | 2–0 | 0–2 |     | 0–0 | 1–1 | 2–1 | 1–1 | 2–1 | 0–1 | 1–1 | 0–0 |
| Ньюкасл Юнайтед      | 1–3 | 2–0 | 1–2 | 1–0 | 0–2 | 0–0 | 0–1 | 1–2 | 1–5 | 2–2 | 1–2 | 3–1 |     | 0–0 | 2–2 | 1–1 | 2–1 | 2–1 | 2–2 | 2–2 |
| Портсмут             | 0–3 | 0–1 | 3–2 | 1–0 | 0–1 | 2–1 | 1–1 | 2–2 | 2–3 | 2–0 | 0–1 | 2–1 | 0–3 |     | 2–1 | 3–1 | 2–0 | 2–2 | 1–4 | 1–2 |
| Сток Сіті            | 2–1 | 3–2 | 1–0 | 2–0 | 0–2 | 2–3 | 0–0 | 1–1 | 0–0 | 1–0 | 0–1 | 1–0 | 1–1 | 2–2 |     | 1–0 | 2–1 | 1–0 | 0–1 | 2–0 |
| Сандерленд           | 1–1 | 1–2 | 0–0 | 1–4 | 2–3 | 0–2 | 1–0 | 1–0 | 0–1 | 0–3 | 1–2 | 2–0 | 2–1 | 1–2 | 2–0 |     | 1–1 | 4–0 | 0–1 | 1–2 |
| Тоттенгем Готспур    | 0–0 | 1–2 | 1–0 | 2–0 | 1–0 | 0–1 | 0–0 | 0–1 | 2–1 | 2–1 | 0–0 | 4–0 | 1–0 | 1–1 | 3–1 | 1–2 |     | 1–0 | 1–0 | 0–0 |
| Вест-Бромвіч Альбіон | 1–3 | 1–2 | 2–2 | 1–1 | 0–3 | 1–2 | 1–0 | 0–3 | 0–2 | 2–1 | 0–5 | 3–0 | 2–3 | 1–1 | 0–2 | 3–0 | 2–0 |     | 3–2 | 3–1 |
| Вест Гем Юнайтед     | 0–2 | 0–1 | 4–1 | 1–3 | 0–1 | 1–3 | 3–1 | 2–0 | 0–3 | 1–0 | 0–1 | 2–1 | 3–1 | 0–0 | 2–1 | 2–0 | 0–2 | 0–0 |     | 2–1 |
| Віган Атлетік        | 1–4 | 0–4 | 3–0 | 0–0 | 0–1 | 1–0 | 0–0 | 1–0 | 1–1 | 2–1 | 1–2 | 0–1 | 2–1 | 1–0 | 0–0 | 1–1 | 1–0 | 2–1 | 0–1 |     |

Джерело: Barclays Premier League
1Команда-господар записана у лівому стовпчику.
Кольори: Голубий = господар переміг; Жовтий = нічия; Червоний = гості перемогли.
Для майбутніх матчів, позначених «п», існує стаття.

## Статистика
| Місце | Гравець             | Клуб                | Голи |
| ----- | ------------------- | ------------------- | ---- |
| 1     | Ніколя Анелька      | «Челсі»             | 19   |
| 2     | Кріштіану Роналду   | «Манчестер Юнайтед» | 18   |
| 3     | Стівен Джерард      | «Ліверпуль»         | 16   |
| 4     | Робінью             | «Манчестер Сіті»    | 14   |
| 4     | Фернандо Торрес     | «Ліверпуль»         | 14   |
| 6     | Габрієль Агбонлахор | «Астон Вілла»       | 12   |
| 6     | Даррен Бент         | «Тоттенгем Готспур» | 12   |
| 6     | Кевін Девіс         | «Болтон Вондерерз»  | 12   |
| 6     | Дірк Кейт           | «Ліверпуль»         | 12   |
| 6     | Френк Лемпард       | «Челсі»             | 12   |
| 6     | Вейн Руні           | «Манчестер Юнайтед» | 12   |

| Місце | Гравець          | Клуб                | Передачі |
| ----- | ---------------- | ------------------- | -------- |
| 1     | Робін ван Персі  | «Арсенал»           | 11       |
| 2     | Дімітар Бербатов | «Манчестер Юнайтед» | 10       |
| 2     | Сеск Фабрегас    | «Арсенал»           | 10       |
| 2     | Стівен Джерард   | «Ліверпуль»         | 10       |
| 2     | Френк Лемпард    | «Челсі»             | 10       |
| 6     | Стівен Айрленд   | «Манчестер Сіті»    | 9        |
| 6     | Дірк Кейт        | «Ліверпуль»         | 9        |
| 6     | Джеймс Мілнер    | «Астон Вілла»       | 9        |
| 6     | Лука Модрич      | «Тоттенгем Готспур» | 9        |
| 6     | Ешлі Янг         | «Астон Вілла»       | 9        |

### Загалом
- Найбільше перемог – «Манчестер Юнайтед» (28)
- Найменше перемог – «Мідлсбро» та «Ньюкасл Юнайтед» (7)
- Найбільше поразок – «Вест-Бромвіч Альбіон» (22)
- Найменше поразок – «Ліверпуль» (2)
- Найбільше забито – «Ліверпуль» (77)
- Найменше забито – «Мідлсбро» (28)
- Найбільше пропущено – «Вест-Бромвіч Альбіон» (67)
- Найменше пропущено – «Челсі» та «Манчестер Юнайтед» (24)

### Вдома
- Найбільше перемог – «Манчестер Юнайтед» (16)
- Найменше перемог – «Халл Сіті» (3)
- Найбільше поразок – «Халл Сіті» (11)
- Найменше поразок – «Ліверпуль» (0)
- Найбільше забито – «Манчестер Юнайтед» (43)
- Найменше забито – «Мідлсбро» та «Віган Атлетік» (17)
- Найбільше пропущено – «Халл Сіті» (36)
- Найменше пропущено – «Тоттенгем Готспур» (10)

### У гостях
- Найбільше перемог – «Челсі» (14)
- Найменше перемог – «Вест-Бромвіч Альбіон» (1)
- Найбільше поразок – «Мідлсбро» (15)
- Найменше поразок – «Ліверпуль» (2)
- Найбільше забито – «Арсенал» (37)
- Найменше забито – «Вест-Бромвіч Альбіон» (10)
- Найбільше пропущено – «Сток Сіті» (40)
- Найменше пропущено – «Манчестер Юнайтед» (11)

## Нагороди

### Щомісячні нагороди
| Місяць   | Тренер місяця   | Тренер місяця       | Гравець місяця | Гравець місяця      |
| Місяць   | Тренер          | Клуб                | Гравець        | Клуб                |
| -------- | --------------- | ------------------- | -------------- | ------------------- |
| серпень  | Гарет Саутгейт  | «Мідлсбро»          | Деку           | «Челсі»             |
| вересень | Філ Браун       | «Халл Сіті»         | Ешлі Янг       | «Астон Вілла»       |
| жовтень  | Рафаель Бенітес | «Ліверпуль»         | Френк Лемпард  | «Челсі»             |
| листопад | Гарі Мегсон     | «Болтон Вондерерз»  | Ніколя Анелька | «Челсі»             |
| грудень  | Мартін О'Ніл    | «Астон Вілла»       | Ешлі Янг       | «Астон Вілла»       |
| січень   | Алекс Фергюсон  | «Манчестер Юнайтед» | Неманья Видич  | «Манчестер Юнайтед» |
| лютий    | Девід Моєс      | «Евертон»           | Філ Ягелка     | «Евертон»           |
| березень | Рафаель Бенітес | «Ліверпуль»         | Стівен Джерард | «Ліверпуль»         |
| квітень  | Алекс Фергюсон  | «Манчестер Юнайтед» | Андрій Аршавін | «Арсенал»           |

### Нагороди за сезон

#### Гравець року за версією ПФА
Звання «Гравець року за версією ПФА» виборов фланговий півзахисник Раян Гіггз з «Манчестер Юнайтед».
Іншими номінантами на цю нагороду були:
- Ріо Фердінанд («Манчестер Юнайтед»)
- Стівен Джерард («Ліверпуль»)
- Кріштіану Роналду («Манчестер Юнайтед»)
- Едвін ван дер Сар («Манчестер Юнайтед»)
- Неманья Видич («Манчестер Юнайтед»)

#### Молодий гравець року за версією ПФА
Нагороду «Молодий гравець року за версією ПФА» отримав Ешлі Янг («Астон Вілла»).
Іншими номінантами на цю нагороду були:
- Габрієль Агбонлахор («Астон Вілла»)
- Джонні Еванс («Манчестер Юнайтед»)
- Стівен Айрленд («Манчестер Сіті»)
- Аарон Леннон («Тоттенгем Готспур»)
- Рафаел да Сілва («Манчестер Юнайтед»)

#### Гравець року за версією вболівальників ПФА
Стівен Джерард був визнаний «Гравцем року за версією вболівальників ПФА».

#### Гравець року за версією Асоціації футбольних журналістів
Звання «Гравець року за версією Асоціації футбольних журналістів» уперше отримав Стівен Джерард. Капітан «Ліверпуля» обійшов за результатами опитування півзахисника «Манчестер Юнайтед» Раяна Гіггза та нападника цієї ж команди Вейна Руні.

#### Нагорода «За заслуги» Англійської Прем'єр-ліги
- 5 грудня 2008 голкіпер «Астон Вілли» та, в минулому, «Блекберн Роверз» Бред Фрідель був нагороджений нагородою «За заслуги» на відзнаку 167 матчів поспіль, проведених ним в рамках Прем'єр-ліги.[35]

- Воротар «Манчестер Юнайтед» Едвін ван дер Сар став лауреатом нагороди «За заслуги», побивши рекорд Прем'єр-ліги за часом, протягом якого залишав свої ворота недоторканими (1311 хвилин), «суха» серія нідерландського голкіпера тривала 11 матчів поспіль з 15 листопада 2008 року до 27 січня 2009 року.[36]

- Воротар «Портсмута» Девід Джеймс був удостоєний нагороди «За заслуги», провівши 14 лютого 2009 року свій 536-й матч під егідою Прем'єр-ліги та встановивши таким чином новий рекорд цього змагання.[37]

#### Гравець року англійської Прем'єр-ліги
27-річний центральний захисник «Манчестер Юнайтед» Неманья Видич був визнаний «Гравцем року англійської Прем'єр-ліги». Для сербського футболіста ця нагорода стала першою у кар'єрі.

#### Тренер року англійської Прем'єр-ліги
Лауреатом нагороди «Тренер року англійської Прем'єр-ліги» вдесяте у своїй кар'єрі став 67-річний наставник «Манчестер Юнайтед» Алекс Фергюсон.

#### Золота рукавиця англійської Прем'єр-ліги
Голкіпер «Манчестер Юнайтед» Едвін ван дер Сар вперше у своїй кар'єрі став володарем нагороди «Золота рукавиця англійської Прем'єр-ліги». Він зберіг свої ворота недоторканими у 21 з 33 матчів, у яких виходив на поле, включаючи серію з 11 «сухих» матчів поспіль (суперники «червоних дияволів» не могли забити протягом 1311 хвилин) з 15 листопада 2008 року до 27 січня 2009 року.

#### Золотий бутс англійської Прем'єр-ліги
Нагороду «Золотий бутс англійської Прем'єр-ліги» найкращому бомбардиру сезону вперше у своїй кар'єрі отримав нападник «Челсі» Ніколя Анелька, який відзначився 19 забитими голами у 35 іграх, в яких з'являвся на футбольному полі.